# 県立柏原病院の小児科を守る会
県立柏原病院の小児科を守る会（けんりつかいばらびょういんのしょうにかをまもるかい）とは、日本の市民団体の一つ。兵庫県立柏原病院の小児科が閉鎖される可能性があるという報道をきっかけに結成された。近年、社会問題となっている医療崩壊の現状を周知徹底し、特に状況が酷い小児科の適切な利用方法を啓蒙する団体である。

## 経緯
近年、勤務医不足で医師の負担が激増している。特に激務で知られる小児科の状況は深刻で、全国の医師から小児科は忌避され、医師の数が減少している。中には、小児科医が確保できず、小児科医を閉鎖する病院も相次いでいる。
兵庫県立柏原病院もそのような病院の一つである。柏原病院のある丹波も、柏原赤十字病院が産科を休止するなど、医療崩壊は深刻な状況である。柏原病院でも、人事異動と後任医師の不足から小児科閉鎖の危機となった。また、小児科が閉鎖となれば、生まれてきた子供の治療が不可能となるため、産科も休止になるのが一般的である（東京都の日野市立病院の例など）。
これに危機感を抱いた地域住民7人が結成したのが県立柏原病院の小児科を守る会である。小児科の適切な利用方法を周知するなどの活動で、小児科医の負担を減少させることで小児科の閉鎖を食い止めるのを目標としている。特に、軽症でも安易に救急外来を利用するというコンビニ受診の減少に重点を置いた活動を行った。

## 成果
啓蒙活動の結果、小児科の救急患者数をほぼ半減させることに成功したとしている。この活動を知り、感動した小児科医が岡山県の大学病院から自ら希望して転勤し、着任。病院側も小児科の存続を決定した。これにより、守る会は取り敢えずの目標を達成した。
この間の経緯が、2009年12月17日に『ルビコンの決断』（テレビ東京）という番組で紹介された。
しかし、丹波の医療状況が危機的状況であることに代わりはないため、今後の動向が注目される。